# Tetrafluorur de silici
El tetrafluorur de silici és un compost químic de fórmula SiF₄. Aquesta molècula tetraèdrica bull només 4 graus centígrads per damunt del seu punt de fusió. Va ser sintetitzada per primer cop pel químic John Davy l'any 1812.

## Preparació
Es produeix durant el procés de producció de fertilitzants fosfatats, resultant de l'atac de l'àcid fluorhídric (derivat de la protòlisi de l'apatita (un fosfat de calci que fot contenir fluor)) sobre silicats. En el laboratori, aquest compost es prepara escalfant BaSiF
6 per sobre de 300 graus centígrads. El tetrafluorur de silici també es pot generar introduint sílice en àcid fluorhídric el que dona la següent reaccióː
4HF + SiO₂ → SiF₄ + 2H₂O

## Usos
Aquest compost es fa servur en microelectrònica i síntesis orgàniques.

## Llocs on es troba
Algunes plomes volcàniques presenten quantitats significants de tetrafluorur de silici. El vulcà japonés Satsuma-Iwojima pot produir unes tones diàries.